# Eordea
Eordea é um gênero de aranhas da família Linyphiidae descrito em 1899.